# Sen-index
A Sen-index (Amartya Sen) átfogó szegénységi mérőszám, mely egyetlen értékben egyesíti az általános szegénység három dimenzióját:
- gyakoriság

- mérték

- egyenlőtlenség
A SEN index levezetése meghatározott axiómákon alapszik:
- monotonitási axióma: amely kimondja, hogy ceteris paribus (változatlan körülmények között) bármely szegénységi mutatónak emelkednie kell, ha egy szegénységi határ alatt élő egyén jövedelmében csökkenés következik be;

- transzfer axióma: amely szerint ceteris paribus a szegénységi mutatónak emelkednie kell, ha egy szegénységi küszöb alatt élő egyéntől nettó jövedelem transzfer következik be bármely küszöb felett élő előnyére;

- ordinális rangsor - súlyok axiómája: egy szegényebb egyén jövedelem növekedésének nagyobb súlyt kell kapnia, mint egy viszonylag jobban élő egyénének;

- monoton jóléti axióma: monoton kapcsolatot tételez fel a jólét és a jövedelmek között, ami azt jelenti, hogy a jólétet és így a szegénységet is kizárólag a jövedelem befolyásolja.